# Nhóm loài Drosophila melanogaster
Nhóm loài Drosophila melanogaster thuộc phân chi Sophophora và có 10 phân nhóm. Phát sinh loài của nhóm loài này ít được biết đến dù đã có nhiều nghiên cứu về các phân nhóm loài.
Các phân nhóm loài:
- denticulata
- elegans
- eugracilis
- ficusphila
- flavohirta
- longissima
- melanogaster
- rhopaloa
- suzukii
- takahashii

## Hình ảnh

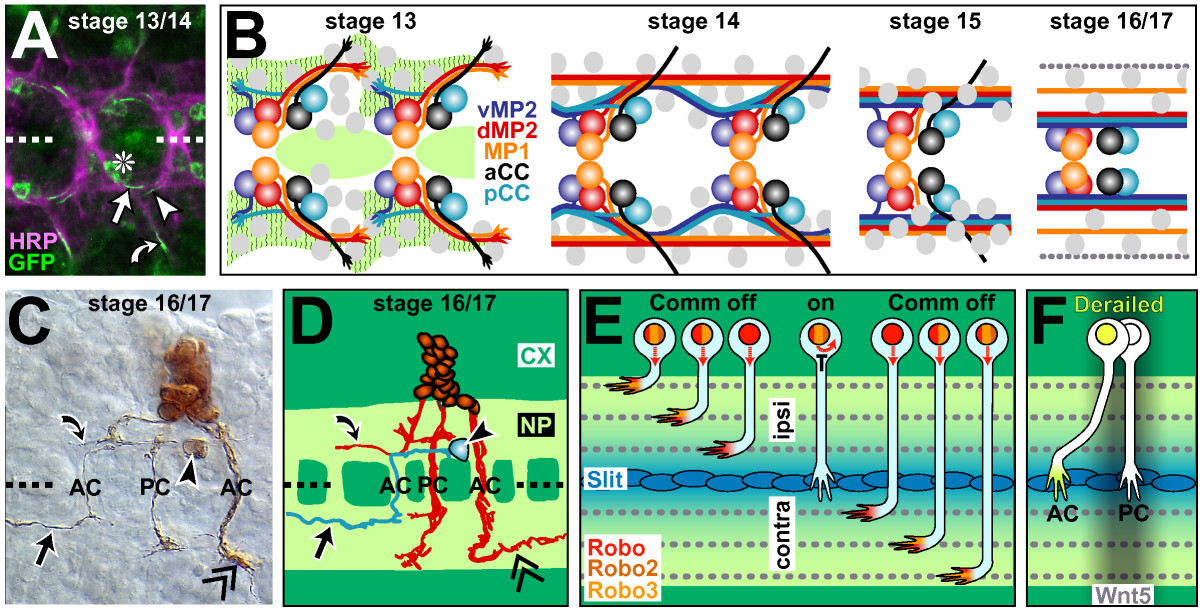
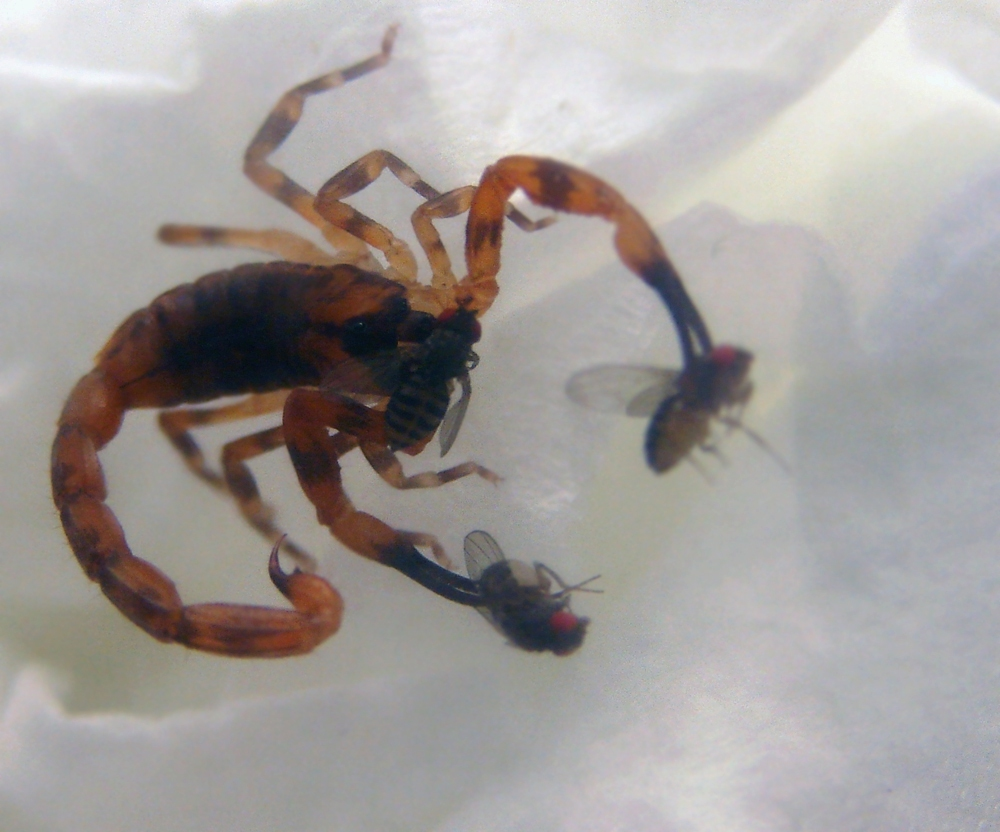
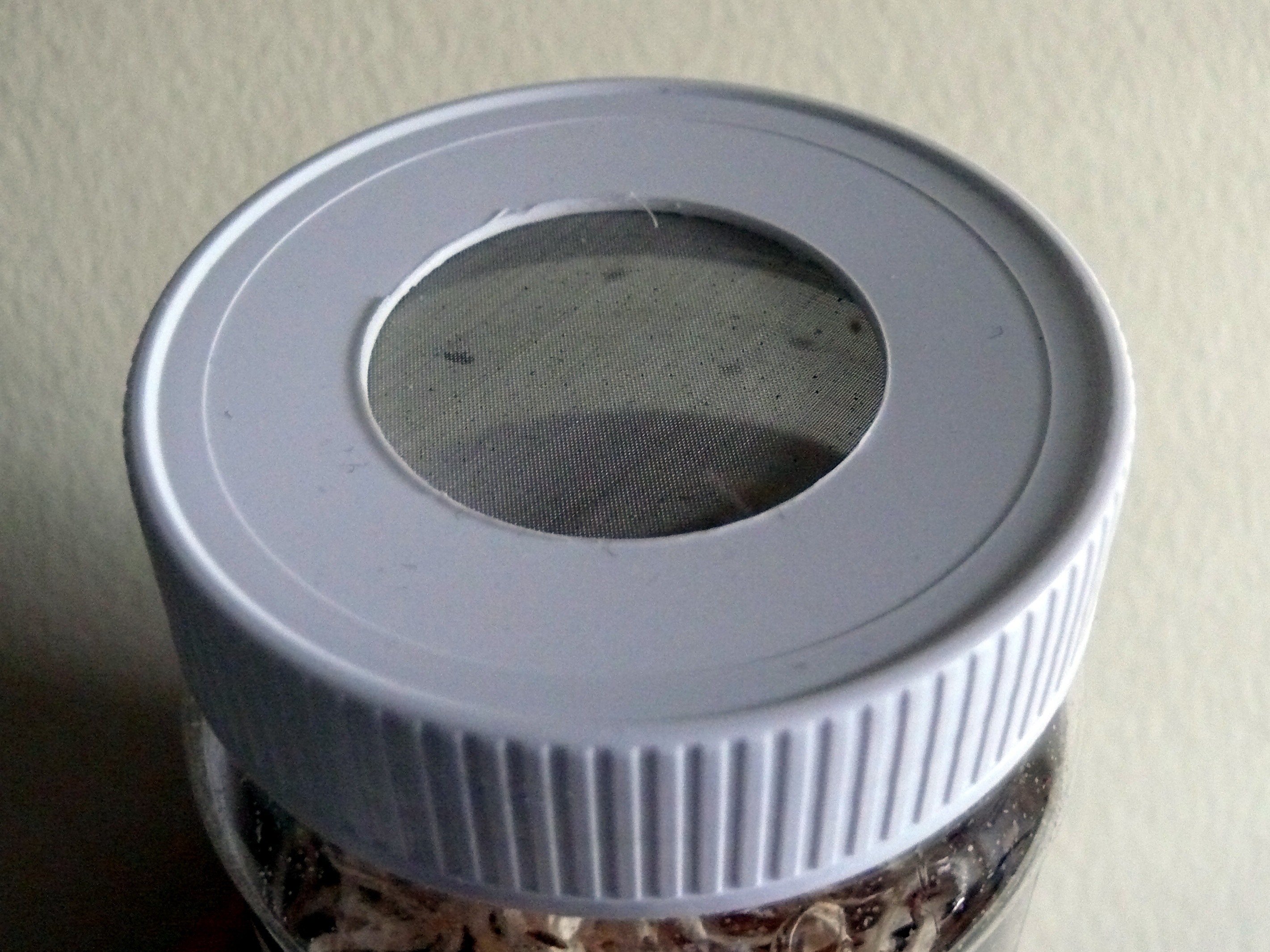